# Acrosanthes
Acrosanthes is een geslacht uit de ijskruidfamilie (Aizoaceae). De soorten komen voor in het zuidwesten van de Kaapprovincie in Zuid-Afrika.

## Soorten
- Acrosanthes anceps (Thunb.) Sond.
- Acrosanthes angustifolia Eckl. & Zeyh.
- Acrosanthes decandra Fenzl
- Acrosanthes humifusa (Thunb.) Sond.
- Acrosanthes microphylla Adamson
- Acrosanthes parviflora J.C.Manning & Goldblatt
- Acrosanthes teretifolia Eckl. & Zeyh.

... · 
Antimima · 
Argyroderma · 
Carpobrotus · 
Disphyma · 
Dorotheanthus · 
Gibbaeum · 
Lapidaria · 
Lithops · 
Mesembryanthemum · 
Sceletium · 
Tetragonia · 
...